# Lindy Leveau-Agricole
Lindy Leveau-Agricole (ur. 14 listopada 1978) – seszelska lekkoatletka specjalizująca się w rzucie oszczepem.
Pięciokrotna medalistka mistrzostw Afryki w rzucie oszczepem. Trzy razy stawała na podium igrzysk afrykańskich. Uczestniczka igrzysk olimpijskich w Pekinie (2008) – z wynikiem 56,32 nie awansowała do finału. W 1998 reprezentowała kontynent afrykański w zawodach pucharu świata w Johannesburgu. W latach 2001 i 2007 bez powodzenia brała udział w mistrzostwach globu. Siódma zawodniczka igrzysk wspólnoty narodów w Melbourne (2006). Dwukrotnie sięgała po złote medale igrzysk frankofońskich (Niamey 2005 i Bejrut 2009), w 2009 ustanawiając rekord tej imprezy (57,48).

## Rekordy życiowe
- rzut oszczepem – 57,86 (25 czerwca 2005, Victoria) rekord Seszeli
- rzut dyskiem – 45,84  (10 czerwca 2005, Victoria) rekord Seszeli